# Lucia Peraza Rios
Lucia Peraza Rios (* 1981 in Karl-Marx-Stadt) ist eine deutsche Schauspielerin.

## Leben
Rios studierte an der Hochschule für Musik und Theater in Hamburg und schloss ihre Ausbildung mit Diplom mit Auszeichnung ab.
Im Jahr 2007 ging Lucia Peraza Rios für zwei Jahre in die Festanstellung am Schauspiel Köln unter der Intendanz von Karin Beier.
Ab 2009 arbeitete sie als freie Schauspielerin sowohl auf der Bühne als auch vor der Kamera in Deutschland und in Italien. Ihre erste eigene Produktion "Die Geschichte eines Hundes – nach Mark Twain" entstand in dieser Zeit und hatte 2015 Premiere in kunstwerden, Essen. Seit 2020 wird Peraza Rios durch die in Berlin ansässige Agentur Tanja Rohmann vertreten.
Seit 2017 arbeitet Lucia Peraza Rios zusätzlich als Trainerin. Sie trainiert Führungskräfte im sicheren Auftreten und in ihrer Bühnenpräsenz.
Rios lebt in Berlin.

## Filmografie (Auswahl)
- 2011: Die Sache mit …
- 2012: Der Aufzug (Kurzfilm)
- 2012–2013: In aller Freundschaft (Fernsehserie, 2 Folgen)
- 2013: Notruf Hafenkante (Fernsehserie, Folge Beinhart)
- 2013–2014: Die Pfefferkörner (Fernsehserie, 15 Folgen)
- 2014: Core è Sang
- 2016: Vor der Morgenröte
- 2018: Hot Dog
- 2018: Ein Sommer auf Mallorca (Fernsehfilm)
- 2022: In aller Freundschaft – Die jungen Ärzte (Fernsehserie, Folge Löwenmütter)
- 2024: SOKO Köln (Fernsehserie, Folge Tanz oder gar nicht)

## Theater (Auswahl)
- 2015 – dato: Die Geschichte eines Hundes | kunstwerden Essen | Regie: Lucia Peraza Rios | Erstinszenierung mit: Rosario Tedesco[8]
- 2014: Rain Man | Theatertournee Deutschland | Director: Manfred Langer
- 2013–2014: Diener zweier Herren| Emilia Romagna Teatro Fondazione | Regie: Antonio Latella
- 2012: Ich, Du, Marina | Lichthof Theater | Director: Nino Haratischwili
- 2012: La Strada | Altes Schauspielhaus Stuttgart | Director: Stephan Bruckmeier
- 2011: Tartuffe | Altes Schauspielhaus Stuttgart | Director: Harald Demmer
- 2009: Don Carlos | Altes Schauspielhaus Stuttgart | Regie: Jens Pesel
- 2009: Was ihr wollt| Altes Schauspielhaus Stuttgart | Regie: Manfred Langner
- 2007–2009: permanent ensemble member at Schauspiel Köln
  - Volpone | Director: Christian Weise
  - Beat Generation | Director: Jürgen Kruse
  - Die Trilogie der Sommerfrische | Director: Antonio Latella
  - 60 Years | Director: Guy Weizman, Ronnie Haver
  - Die Geburtstagsfeier | Director: Jürgen Kruse
- 2007: Medeia | Kampnagel Hamburg | Director: Nino Haratischwili
- 2006: Oliver Twist | Thalia Theater Hamburg | Director: Henning Bock
- 2006: Oh die See | Deutsches Schauspielhaus Hamburg | Director: Igor Bauersima
- 2005: Glasmenagerie | Thalia Theater Hamburg | Director: Annette Pullen
- 2005: Mutter Afrika | Junges Schauspielhaus Hamburg | Director: Klaus Schumacher

## Ausbildung
- 2003–2007: Hochschule für Musik und Theater Hamburg, Diplom mit Auszeichnung
- 2010: Präsenztraining Frank Betzelt

## Auszeichnungen
- 2005: Ensemblepreis "Mutter Afrika" | Deutsches Schauspielhaus Hamburg
- 2005: Ensemblepreis "Nit Witz" beim Treffen deutschsprachiger Schauspielstudierender in Frankfurt
- 2010: Förderpreis als beste Nachwuchsschauspielerin 2009/2010 | Altes Schauspielhaus Stuttgart
- 2011: Publikumspreis als beste Schauspielerin 2010/2011 | Altes Schauspielhaus Stuttgart